# Scorpaenodes
Scorpaenodes ist eine Gattung aus der Familie der Skorpionfische (Scorpaenidae), die in tropischen und subtropischen Bereichen des Indopazifiks und des Atlantiks, sowie in den Nebenmeeren Mittelmeer und Karibik vorkommt.

## Merkmale
Diagnostische Merkmale durch die sich die Scorpaenodes-Arten von fast allen anderen Skorpionfischarten unterscheiden sind 13 Stacheln in der Rückenflosse (selten 14), ein unbezahntes Gaumenbein und Nebenflossenstrahlen vor der Schwanzflosse, die als Stacheln ausgebildet und nicht segmentiert sind. Eine Schwimmblase ist vorhanden. Diese Merkmale teilt Scorpaenodes mit der Gattung Hoplosebastes. Diese hat jedoch drei Flossenstacheln in der Afterflosse und 6,5 bis 7,5 Weichstrahlen, wobei der erste Flossenstachel nur rudimentär ausgebildet ist und nur 20 % der Länge des zweiten aufweist, während Scorpaenodes-Arten 4,5 bis 5,5 Weichstrahlen in der Afterflosse besitzen und der zweite Flossenstachel 50 % der Länge der dritten hat. Der von Flossenstacheln gestützte, vordere Abschnitt der Rückenflosse ist bei Scorpaenodes relativ niedrig. Wie die meisten Skorpionfischarten sind die Scorpaenodes-Arten vor allem rötlich oder bräunlich gefärbt.

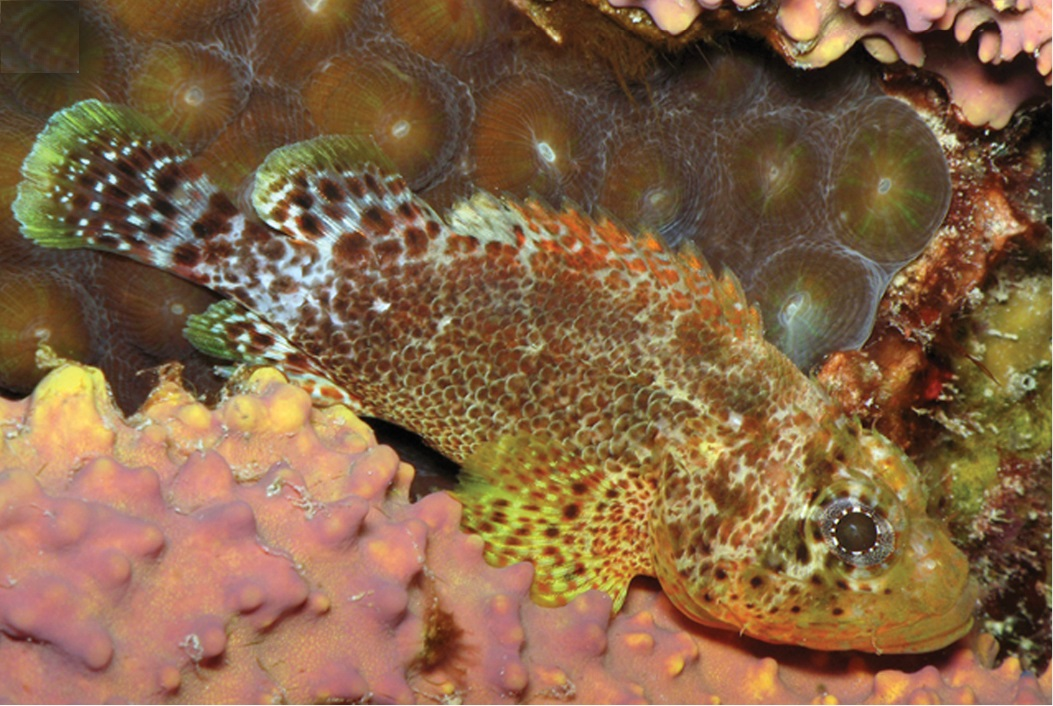
Scorpaenodes caribbaeus

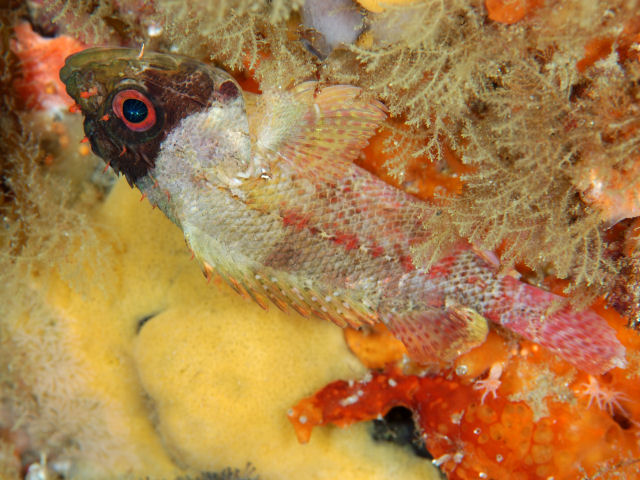
Scorpaenodes evides

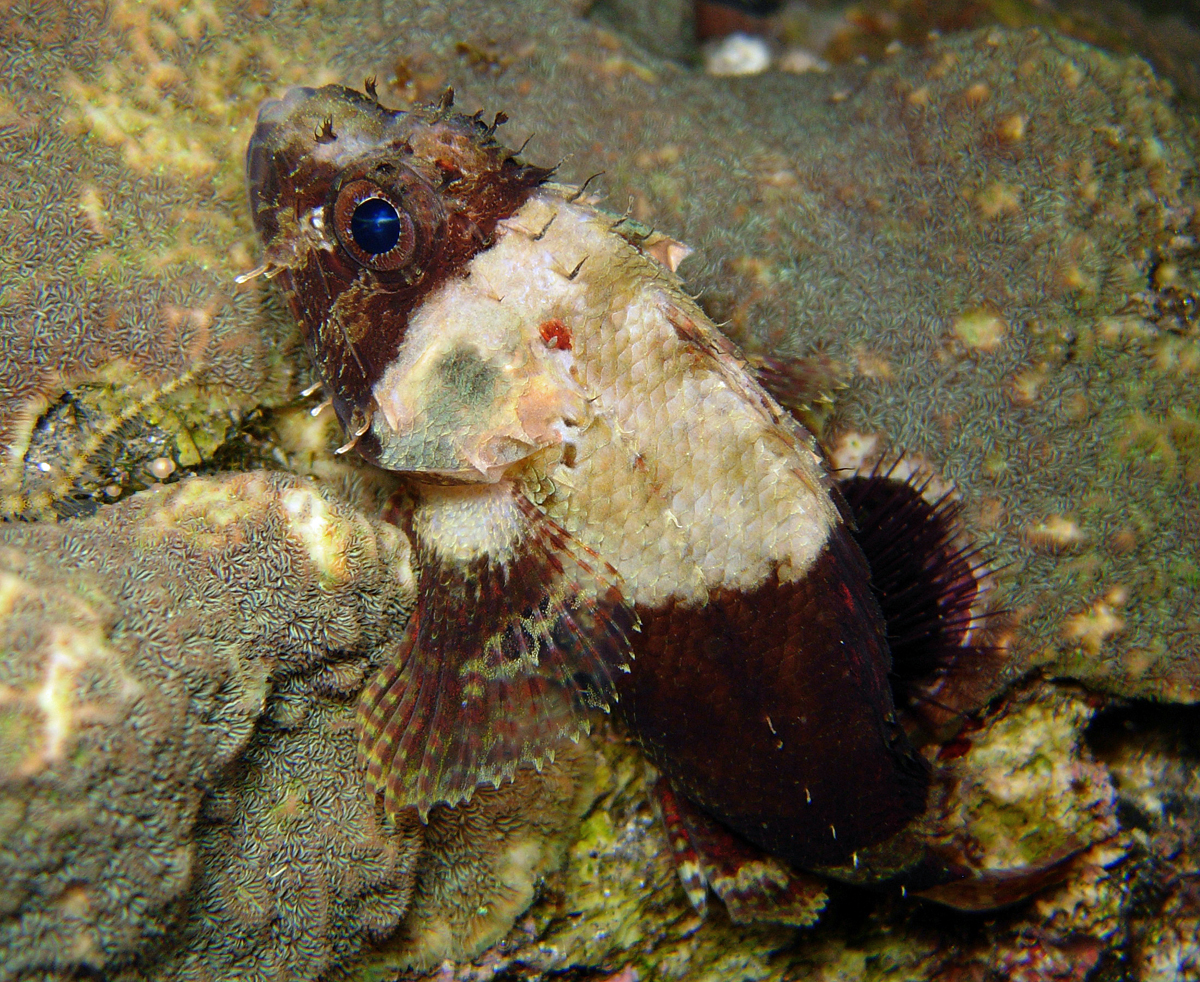
Scorpaenodes parvipinnis

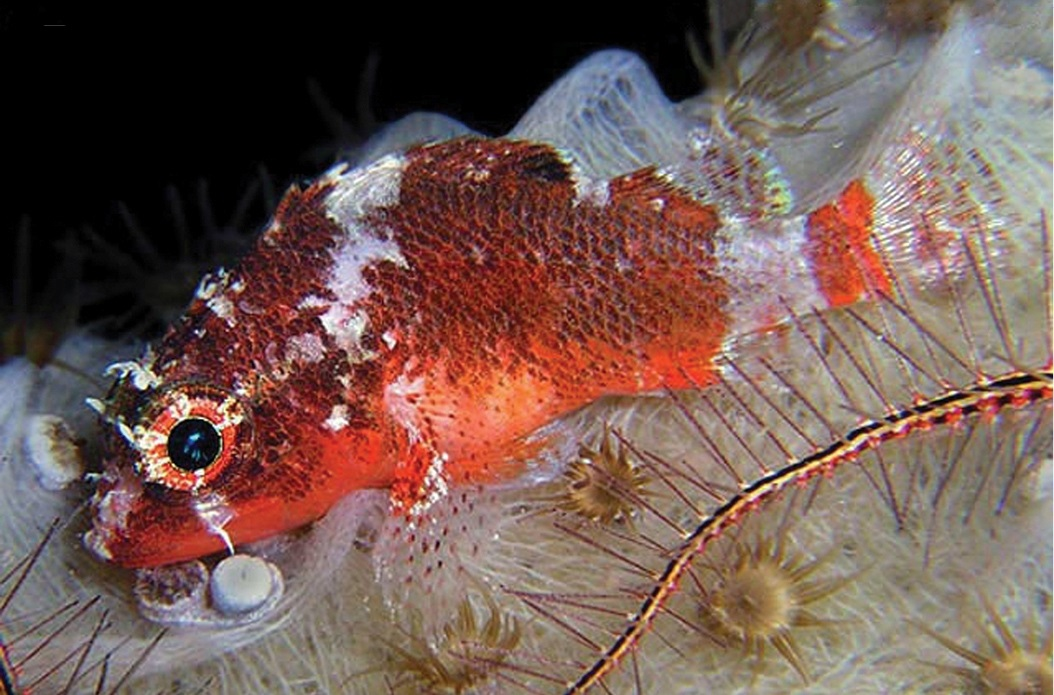
Scorpaenodes tredecimspinosus

## Arten
Es gibt etwa 30 Arten.
- Scorpaenodes africanus Pfaff, 1933
- Scorpaenodes albaiensis (Evermann & Seale, 1907)
- Scorpaenodes arenai Torchio, 1962
- Scorpaenodes barrybrowni Pitassy & Baldwin, 2016
- Scorpaenodes bathycolus Allen & Erdmann, 2016
- Scorpaenodes caribbaeus Meek & Hildebrand, 1928
- Scorpaenodes corallinus Smith, 1957
- Scorpaenodes elongatus Cadenat, 1950
- Scorpaenodes englerti Eschmeyer & Allen, 1971
- Scorpaenodes guamensis (Quoy & Gaimard, 1824)
- Scorpaenodes hirsutus (Smith, 1957)
- Scorpaenodes immaculatus Poss & Collette, 1990
- Scorpaenodes insularis Eschmeyer, 1971
- Scorpaenodes investigatoris Eschmeyer & Rama-Rao, 1972
- Scorpaenodes kelloggi (Jenkins, 1903)
- Scorpaenodes littoralis (Tanaka, 1917)
- Scorpaenodes minor (Smith, 1958)
- Scorpaenodes muciparus (Alcock, 1889)
- Scorpaenodes parvipinnis (Garrett, 1864)
- Scorpaenodes quadrispinosus Greenfield & Matsuura, 2002
- Scorpaenodes rubrivinctus Poss, McCosker & Baldwin, 2010
- Scorpaenodes scaber (Ramsay & Ogilby, 1886)
- Scorpaenodes smithi Eschmeyer & Rama-Rao, 1972
- Scorpaenodes steenei Allen, 1977
- Scorpaenodes steinitzi Klausewitz & Fröiland, 1970
- Scorpaenodes tredecimspinosus (Metzelaar, 1919)
- Scorpaenodes tribulosus Eschmeyer, 1969
- Scorpaenodes varipinnis Smith, 1957
- Scorpaenodes xyris (Jordan & Gilbert, 1882)

## Systematik
Die Gattung Scorpaenodes wurde 1851 durch den niederländischen Ichthyologen Pieter Bleeker eingeführt. Typusart ist Scorpaena polylepis, jetzt ein Synonym von Scorpaenodes guamensis. Scorpaenodes ist die Schwestergruppe der Feuerfische (Pteroini).

## Belege
1. ↑  David W. Greenfield und Kalani Matsuura: Scorpaenodes quadrispinosus: A New Indo-Pacific Scorpionfish (Teleostei: Scorpaenidae). Copeia, Vol. 2002, No. 4 (Dezember 2002), S. 973–978
2. ↑  Scorpaenodes auf Fishbase.org (englisch)
3. ↑  Pieter Bleeker (1851): Nieuwe bijdrage tot de kennis der Percoïdei, Scleroparei, Sciaenoïdei, Maenoïdei, Chaetodontoïdei en Scombreoïdei van den Soenda-Molukschen Archipel. Natuurkundig Tijdschrift voor Nederlandsch Indië V. 2 (Nr. 1): S. 163–179.
4. ↑  Smith, W.L., Everman, E. & Richardson, C. (2018): Phylogeny and Taxonomy of Flatheads, Scorpionfishes, Sea Robins, and Stonefishes (Percomorpha: Scorpaeniformes) and the Evolution of the Lachrymal Saber. Copeia 106(1):94-119. 2018 doi: 10.1643/CG-17-669